# Auditório Finlândia
Auditório Finlândia.
O Auditório Finlândia (em finlandês Finlandia-talo e em sueco Finlandiahuset) é uma das principais obras arquitetônicas de Alvar Aalto, localizado em Helsinque, capital da Finlândia.